# 765
765是764與766之間的自然數。

## 在數學中
- 合數，正因數有1、3、5、9、15、17、45、51、85、153、255和765。
質因數分解為{\displaystyle 3^{2}\times 5\times 17}。
- 虧數，真因數和為639，虧度為126。
- 十进制的奢侈數。

## 在其它領域中
- 765年
- 在日語中，765和Namco是詣音，因此被用作此公司名稱的通假字。亦經常出現在有關作品中：
  - 《Mr. Driller》系列第2作開始，發現地底人時獲得的分數是765。
  - 《THE IDOLM@STER》中，玩家和所屬事務所的名稱預設為765プロ （765PRO）。
  - 《太鼓之達人》中，最大連擊數是765的歌曲有數首。
  - 《TALES OF PHANTASIA》中，交易品的賣出面額是765的倍數。
  - 《灣岸》中，賽道中的電腦賽車的車牌均為765。
  - 賽車遊戲《Ridge Racer》系列中的賽道シーサイド・ルート765。
- 日本山梨放送的廣播頻率765kHz。另有售賣寫上765的商品
- 日本香川縣善通寺市郵件地域號碼。